# RIAA-steg
RIAA-steg är en förstärkare med frekvenskompensation för grammofonsignal. RIAA-steg används för 331/3- och 45-varvs vinylskivor. Frekvenskompensationen innebär att signaler av låg frekvens får höjd signalstyrka, och de av hög frekvens dämpas, vilket är motsatsen till motsvarande dämpning av låga toner och höjning av höga toner som skedde vid inspelning. Att man använder just sådan kompensation av signalen vid inspelning är orsakat av att man vill:
- dämpa amplituden på låga toner för att kunna få in fler spår på skivan
- öka amplituden på höga toner för att förbättra signal/brusförhållandet

Frekvensformen för hur mycket låga och höga signaler påverkas är definierad enligt en standard som tagits fram av RIAA, Recording Industry Association of America. Ungefär innebär detta att 40 Hz förstärks med 17 dB och 15 kHz dämpas med 18 dB medan 1 kHz behåller sin styrka vid avspelning.

Karaktäristik för RIAA-filter vid avspelning.

Korrektionskurvan för avspelning har knäpunktförenklat följande egenskaper:
- 0-50 Hz flat kurva (+20 dB nivå)
- 50-500 Hz lågpassfilter 6 dB/oktav
- 500-2122 Hz flat kurva (0 dB nivå)
- 2122-∞ Hz lågpassfilter 6 dB/oktav